# Базова діаграма

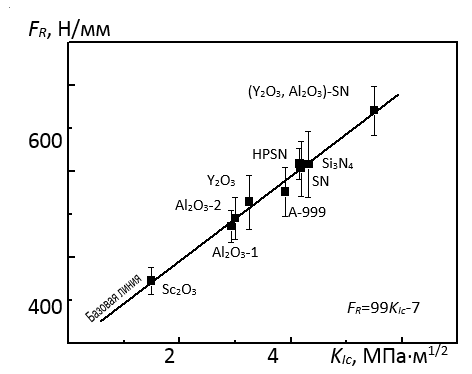
Базова діаграма за проф. Г. А. Гогоці

Ба́зова діагра́ма — поняття в прикладній механіці матеріалів, що вперше було введене професором Г. А. Гогоці на підставі експериментально отриманої прямої лінії (Рис 1) , яка свідчить про пряму пропорційність між результатами визначення тріщиностійкості кераміки, що відповідає модельному твердому тілу лінійної пружної механіки руйнування, якою, наприклад, є звичайна оксид-алюмінієва та нітрид-кремнієва кераміка, отримувана за допомогою мікрометоду сколювання кромки зразка або макрометоду випробувань, наприклад, що передбачає вигин балки з V-подібним надрізом.
Її практична корисність полягає в тому, що якщо дані мікро випробувань (значення FR), що визначаються при сколюванні прямокутної кромки зразка (або вироби) такої кераміки спроектувати на базову лінію, то можна отримати значення її тріщиностійкості, визначеної за допомогою макрометоду випробувань (значення критичного коефіцієнта інтенсивності напружень KIc).
На основі цієї діаграми розроблено класифікацію кераміки скла за особливостями його руйнування. 